# Vaassen
Vaassen est un village situé dans la commune néerlandaise d'Epe, dans la province de Gueldre. Le 1er janvier 2013, le village comptait 12 507 habitants.

## Histoire
Les premiers signes d'habitat dans cette région sont constitués des tumuli et de "champs celtiques" (surfaces cultivées carrées entourées de murs de terre) au Nord-Ouest de Vaassen dans le Veluwe, entre les chemins Elburgerweg et Gortelseweg. On trouve un ensemble important de ces champs (environ 76 acres) près de Gortelseweg. Cette structure date de l'Âge du Fer. Les habitants d'origine germanique de cette région étaient des fermiers et y sont restés jusqu'à l'ère romaine. Ils vivaient dans des constructions en bois et subsistaient grâce à l'agriculture, des réserves de nourriture, la cueillette de plantes, la chasse du cerf et du sanglier.
La ville est indiquée pour la première fois en l'an 891 ou 892, dans un certificat du Codex Laureshamnensis (ou Codex de Lorsch) de l'abbaye de Lorsch, lorsqu'une dénommée "Brunhilde" céda une ferme et l'église à Lorsch. Le nom de Vaassen viendrait de "Fasna", un mot ancien pour désigner un type d'herbe rugueux.
Une gare ferroviaire a été en service à Vaassen du 2 septembre 1887 au 8 octobre 1950. Celle-ci faisait partie de la renommée « Ligne des Barons » entre Apeldoorn et Zwolle. Mais en 1950, en raison d'une discontinuité de parcours elle a cessé d'être en exploitation. Le bâtiment est toujours présent mais utilisé aujourd'hui comme habitation.
Vaassen est renommée pour sa coexistence multi-séculaire entre les populations protestantes et catholiques romaines.
Dans les années 1950, des groupes de Moluquois ont été hébergés à Vaassen. Le Camp de Birch North a été utilisé pour cet usage. Le 14 octobre 1976, des frictions avec le gouvernement néerlandais concernant l'hébergement a conduit à l'évacuation de ce site de résidence. Aujourd'hui, la communauté moluquoise est toujours bien représentée à Vaassen.

## Économie
À Vaassen se trouvent le siège et l'usine de la célèbre société Droste, principal transformateur de chocolat aux Pays-Bas.

## Architecture
Le monument historique le plus remarquable de Vaassen est le château de Cannenburgh, résidence temporaire du chevalier Martin van Rossum. Celui fit construire ce château entouré d'eau en 1543 dans le style Renaissance. Après sa mort, il devint la propriété de la famille Van Isendoorn qui effectua des agrandissements et embellissements aux XVIIe et XVIIIe siècles. Actuellement, l'intérieur a été remis en l'état où il se trouvait au XVIIIe, illustrant assez fidèlement une demeure noble habitée par une même famille pendant des siècles.

## Lieux et monuments touristiques
- Le Moulin de Daams. Ce moulin à vent de 8 voiles a été restauré en 1989 est spécialement employé pour le broyage du maïs. Pour assurer la prise au vent de celui-ci, mais également le développement du centre ville de Vaassen, il a été surélevé de 4,9 mètres. Cette opération était nécessaire pour des raisons de droit concernant l'usage de ces bâtiments.
- Le Château Cannenburgh.
- Le Moulin Cannenburger, un moulin à eau.

## Galerie

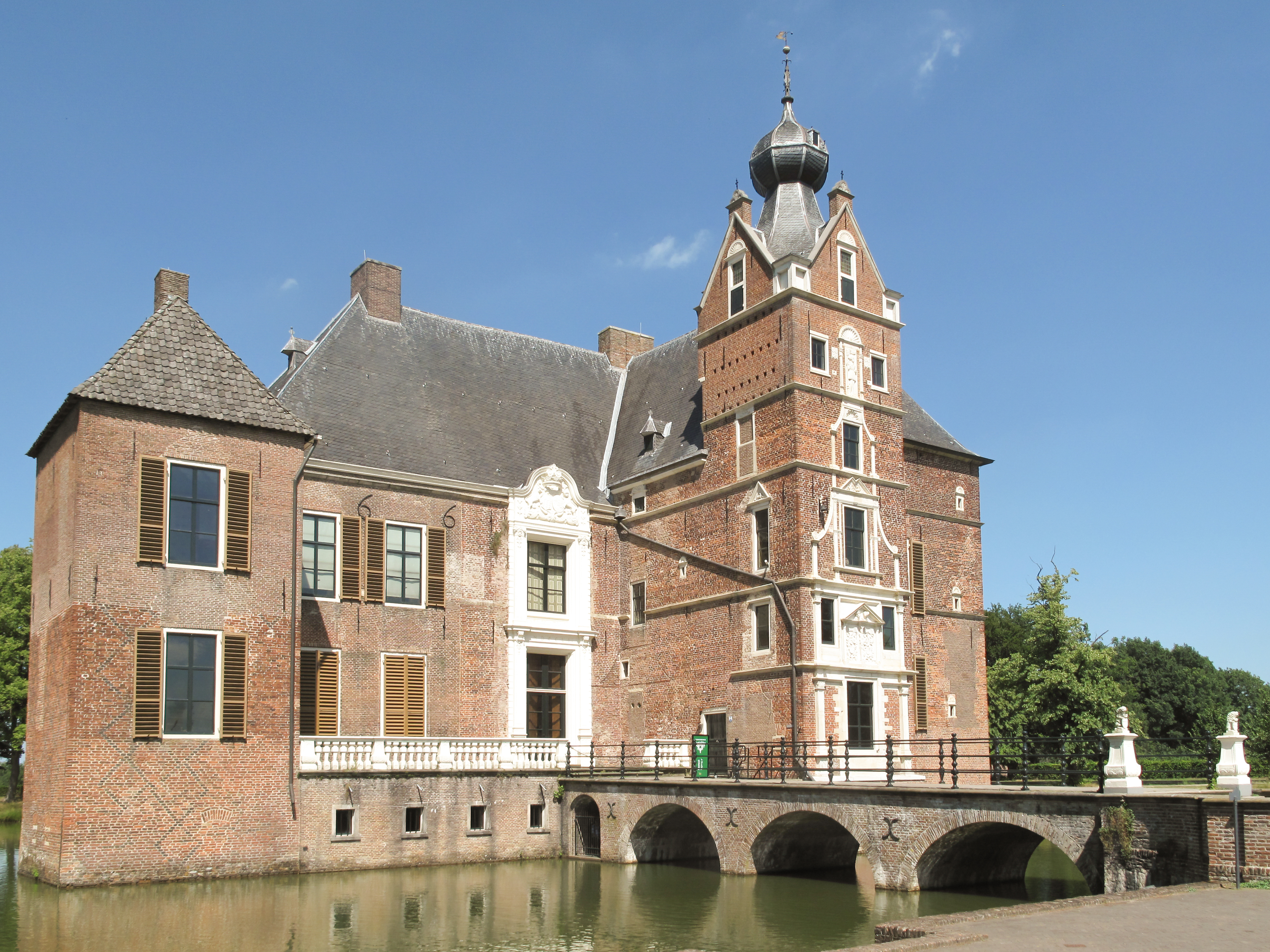
Vaassen, château de Cannenburgh
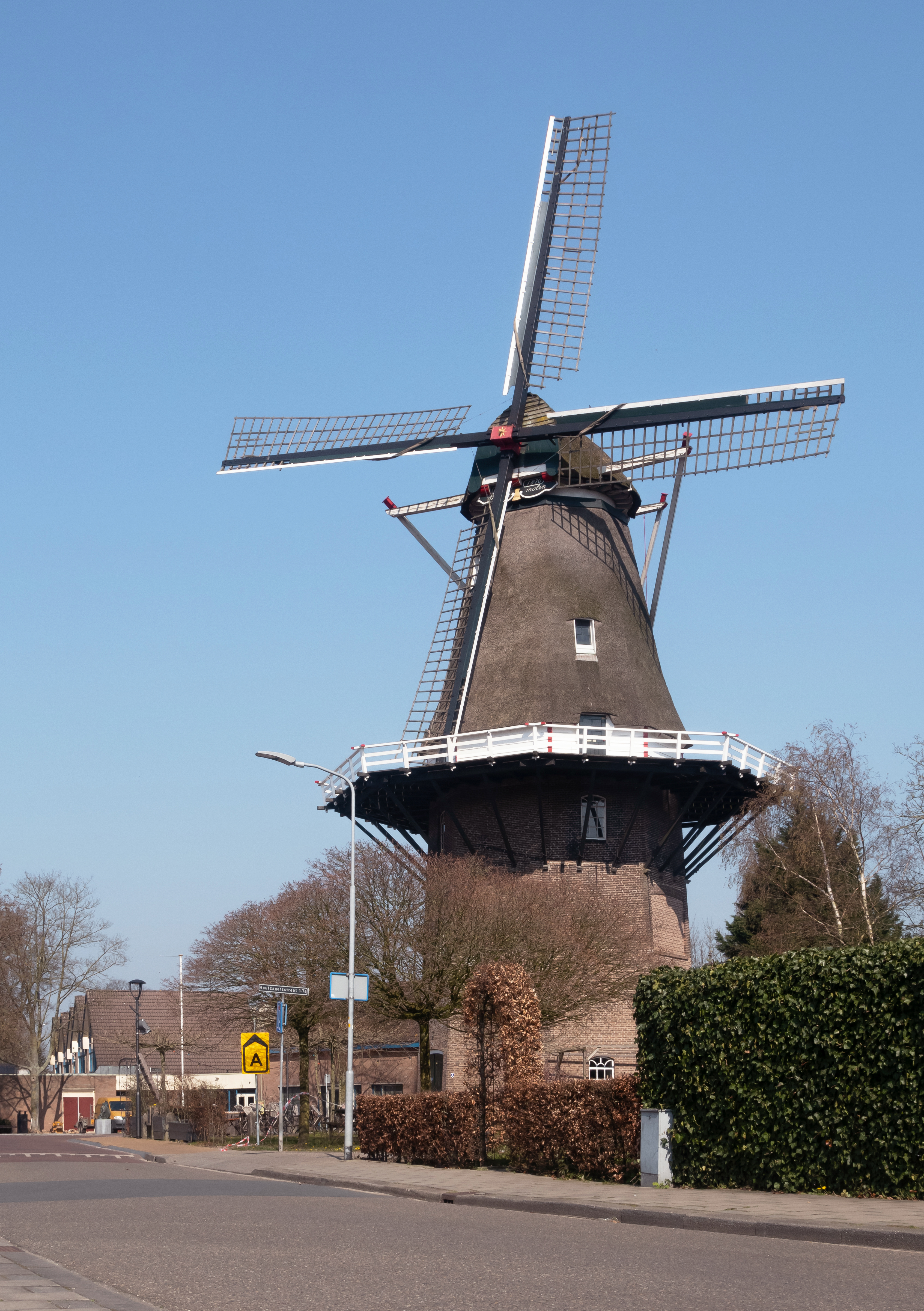
Vaassen, le moulin: Daams' molen
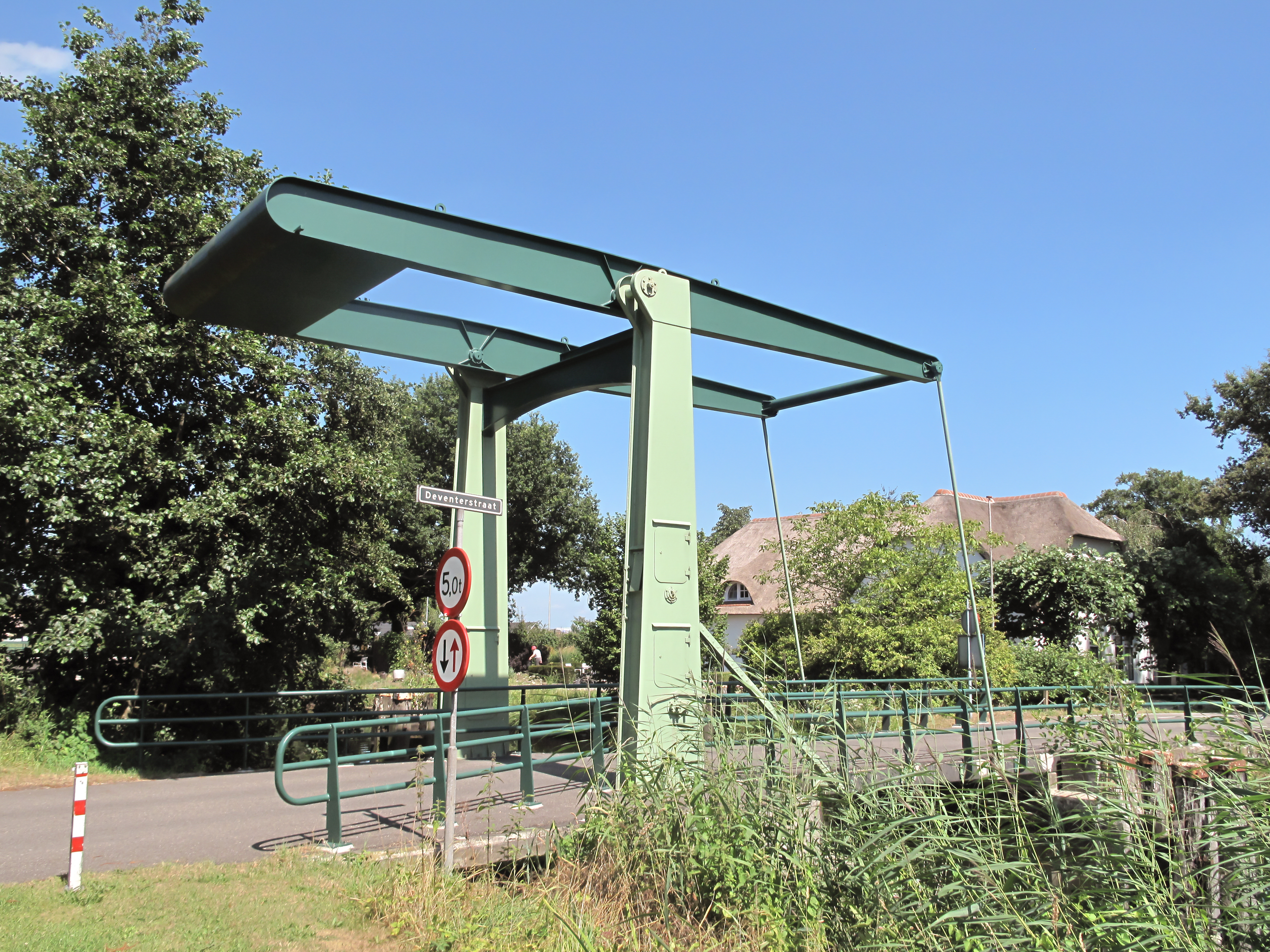
Vaassen, pont basculant sur l' Apeldoorns Kanaal
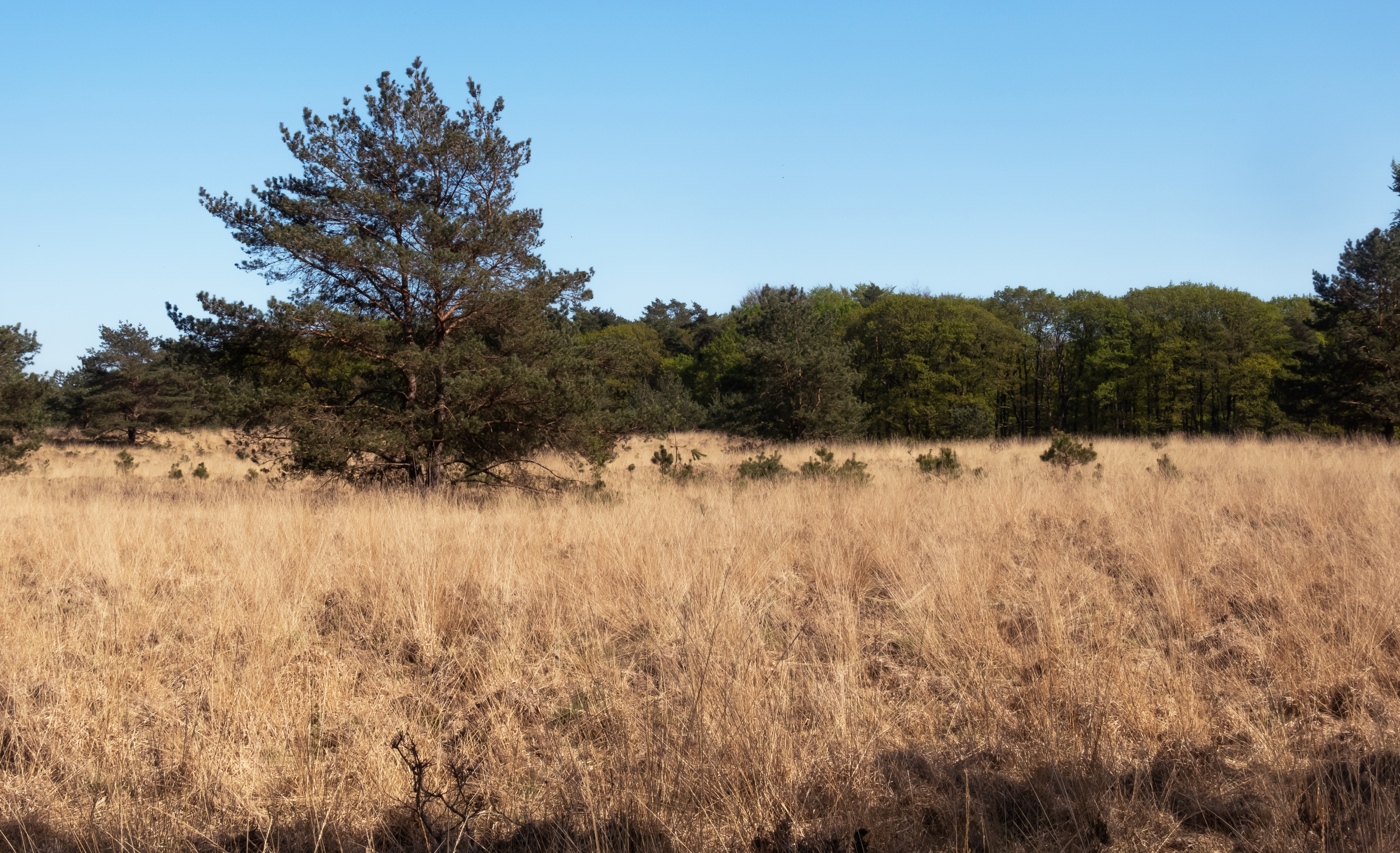
entre Vaassen et Elspeet, l'arbre parmi l'herbe sèche
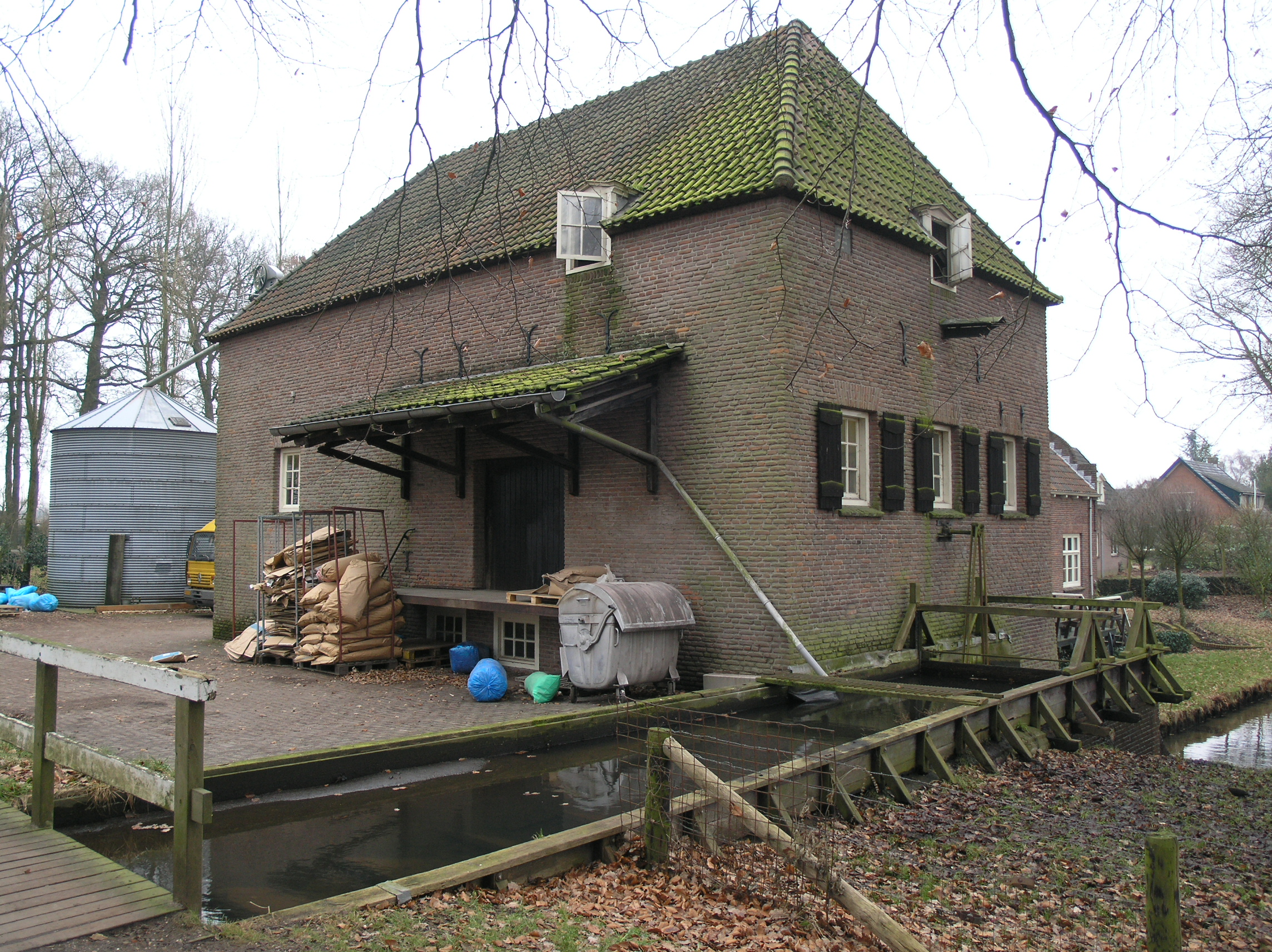
Le moulin à eau Cannenburger